# جزایر آمامی
جزایر آمامی (به ژاپنی: 奄美群島 Amami-guntō) یک مجمع‌الجزایر در جزایر ساتسونان و بخشی از جزایر ریوکیو است که در جنوب غربی کیوشو قرار گرفته است. از نظر مدیریتی این جزایر به استان کاگوشیما متعلق هستند.